# Eupydna pseudotestacea
Eupydna pseudotestacea är en fjärilsart som beskrevs av Embrik Strand 1915. Eupydna pseudotestacea ingår i släktet Eupydna och familjen tandspinnare. Inga underarter finns listade i Catalogue of Life.